# Hemiodus unimaculatus
Hemiodus unimaculatus es una especie de peces de la familia Hemiodontidae en el orden de los Characiformes.

## Morfología
Los machos pueden llegar alcanzar los 21,5 cm de longitud total.

## Reproducción
Es ovíparo.

## Hábitat
Es un pez de agua dulce y de  clima tropical (23 °C-26 °C).

## Distribución geográfica
Se encuentran en Sudamérica:  cuencas de los ríos  Amazonas,  Tocantins,  capilar,  Surinam y  Oyapock.